# Figulus philippinensis
Figulus philippinensis es una especie de coleóptero de la familia Lucanidae.

## Distribución geográfica
Habita en Luzon, Mindanao (Filipinas).